# Taphrocampa selenura
Taphrocampa selenura är en hjuldjursart som beskrevs av Gosse 1887. Taphrocampa selenura ingår i släktet Taphrocampa och familjen Notommatidae. Arten är reproducerande i Sverige. Inga underarter finns listade i Catalogue of Life.